# Lewis Wilson
Lewis G. Wilson, né le 28 janvier 1920 à New York et mort le 9 août 2000 à San Francisco, est un acteur américain, connu pour être le premier interprète de Batman au cinéma, en 1943.

## Biographie
Lewis Wilson est diplômé de la Worcester Academy à Worcester, Massachusetts, en 1939, où son père et son grand-père ont également étudié. Après avoir longtemps travaillé pour General Foods, l'acteur décide de s'occuper de sa famille peu de temps après avoir incarné le personnage de DC Comics, Batman. 
Pendant sa retraite, il vivait à North Hollywood, Californie. Il meurt pourtant à San Francisco, Californie, à l'âge de 80 ans.
Il fut marié à la romancière et actrice occasionnelle Dana Broccoli (née Natol), également décédée. Leur fils, le producteur Michael G. Wilson, est surtout connu pour son travail sur les différents films de James Bond.

## Filmographie

### Cinéma
- 1943 : Redhead from Manhattan de Lew Landers : Paul
- 1943 : Batman (The Batman) de Lambert Hillyer : Batman/Bruce Wayne
- 1943 : There's Something About a Soldier de Alfred E. Green : Thomas Bolivar Jefferson
- 1944 : Sailor's Holiday de William Berke : Jerome « Iron Man » Collins
- 1951 : Wild Women (en) de Norman Dawn : Trent
- 1954 : Alibi meurtrier (Naked Alibi) de Jerry Hopper

### Télévision
- 1951 : The Adventures of Rick O'Shay (Série TV) : Daggett
- 1953 : Craig Kennedy, Criminologist (Série TV) : Walt Jameson
- 1973 : Les Mystères d'Orson Welles (Orson Welles's Mysteries) (Série TV) : Un sergent de police
- 2018 : The Forsaken Westerns (Série TV) : Gil[réf. nécessaire]